# Долич (Дестрник)
Долич (словен. Dolič) — поселення в общині Дестрник, Подравський регіон‎, Словенія.